# Borsoniidae
Borsoniidae  Bellardi, 1875 sono una famiglia di molluschi gasteropodi della sottoclasse Caenogastropoda.

## Descrizione
Questo è un raggruppamento piuttosto eterogeneo. La conchiglia varia da piccola a grande (5–80 mm), da fusiforme a biconica, a volte con pieghe columellari. La scultura è generalmente ben sviluppata, con nervature assiali a volte assenti. Canale sifonico da corto a moderatamente lungo. Seno anale su rampa subuturale, profondo. Protoconca variabile da multispirale con un massimo di cinque vortici, inizialmente lisci e poi con nervature assiali arcuate, a paucispirale con massimo due vortici lisci. Opercolo con nucleo terminale, da completamente sviluppato a mancante. Radula dei denti marginali ipodermici che di solito hanno una parte basale solida debolmente sviluppata, spesso attaccata al legamento. Alla loro punta i denti possono avere barbe da deboli a piuttosto forti. La sovrapposizione dei bordi dei denti è debole. In Zemacies la radula è completamente assente.
Molti taxa di questo gruppo sono tra i più antichi dei Conoidea, conosciuti fin dal Paleocene (Zemacies, Borsonia, Tomopleura) o dall'Eocene (Bathytoma, Genota, Microdrillia). La perdita di apomorfie per mutazione potrebbe essere più importante per i vecchi taxa.

## Tassonomia
La famiglia risulta composta da 32 generi, di cui due fossili:
- Genere Apaturris Iredale, 1917
- Genere Aphanitoma Bellardi, 1875
- Genere † Asthenotoma Harris & Burrows, 1891
- Genere Austroturris Laseron, 1954
- Genere Awateria Suter, 1917
- Genere Bathytoma Harris & Burrows, 1891
- Genere Belaturricula Powell, 1951
- Genere † Boettgeriola  Wenz, 1943
- Genere Borsonella Dall, 1908
- Genere Borsonellopsis McLean, 1971
- Genere Borsonia Bellardi, 1839
- Genere Cordieria Rouault, 1848
- Genere Darbya Bartsch, 1934
- Genere Diptychophlia Berry, 1964
- Genere Drilliola Locard, 1897
- Genere Filodrillia Hedley, 1922
- Genere Genota H. Adams & A. Adams, 1853
- Genere Glyptaesopus Pilsbry & Olsson, 1941
- Genere Heteroturris Powell, 1967
- Genere Maoritomella Powell, 1942
- Genere Microdrillia Casey, 1903
- Genere Ophiodermella Bartsch, 1944
- Genere Paraborsonia Pilsbry, 1922
- Genere Phenatoma Finlay, 1924
- Genere Pulsarella Laseron, 1954
- Genere Retidrillia McLean, 2000
- Genere Suavodrillia Dall, 1918
- Genere Tomopleura Casey, 1904
- Genere Tropidoturris Kilburn, 1986
- Genere Typhlodaphne Powell, 1951
- Genere Typhlomangelia G.O. Sars, 1878
- Genere Zemacies Finlay, 1926